# Georg I:s orden

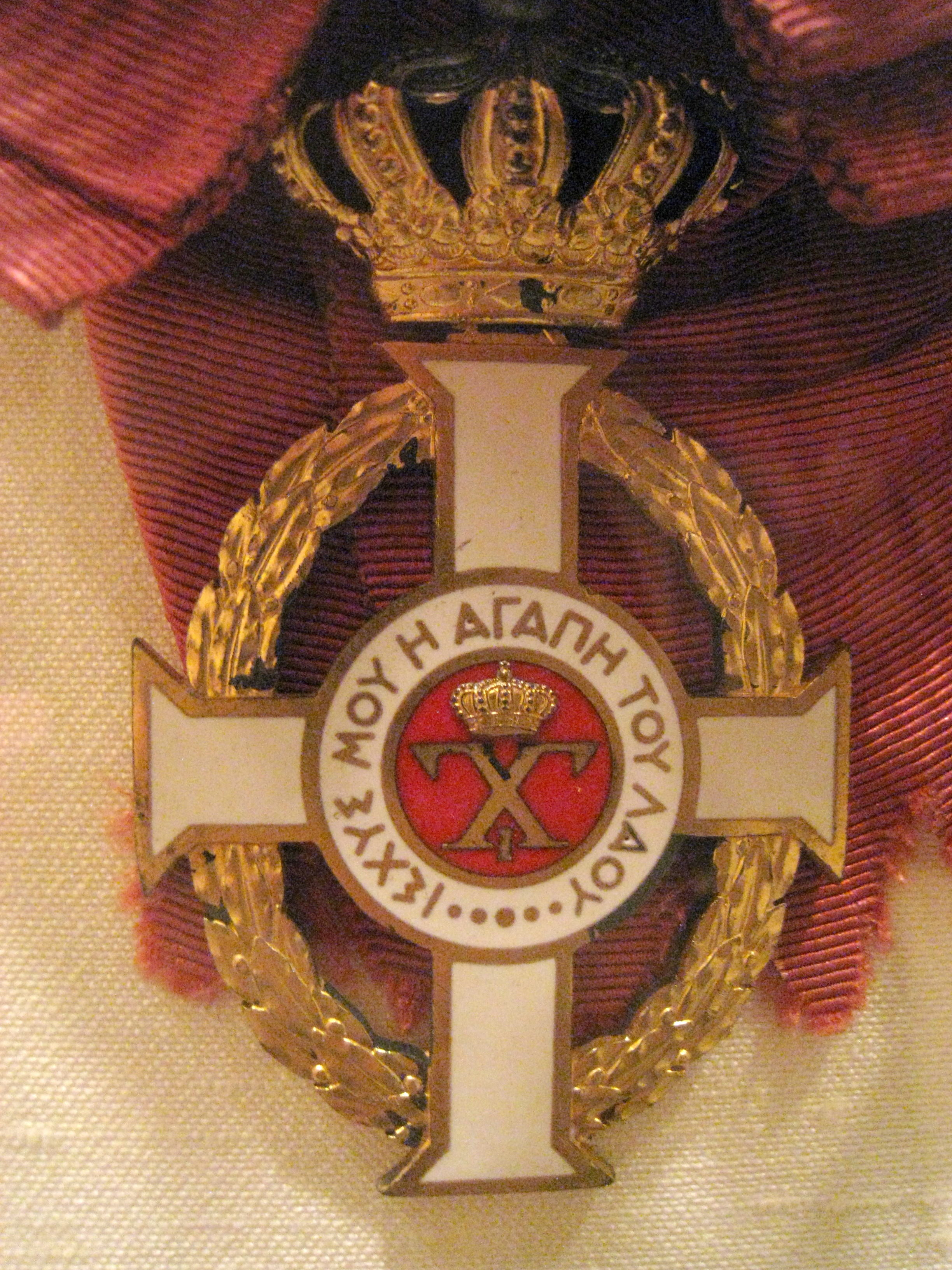
Ordenstecknet för Kommendör av Georg I:s orden.

Georg I:s orden (grekiska: Βασιλικόν Τάγμα Γεωργίου Α', Basilikon tagma toy Georgioy A), är en avskaffad grekisk orden instiftad den 16 januari 1915 av kung Konstantin I till minnet av hans far Georg I. Det var den andra grekiska orden som skapats efter Frälsarens orden 1833, och förblev den näst högsta orden av den grekiska staten under tiden för dess existens. Orden var nära förknippad med den grekiska monarkin, och avskaffades därmed med inrättandet av den andra grekiska republiken 1924 för att ersättas med Fenixorden. 
Orden återinstiftades tillsammans med monarkin 1935, och fortsatte att utdelas tills det slutliga avskaffandet av monarkin 1973. Den ersattes av Ärans orden vid grundandet av den tredje grekiska republiken 1975.

## Grader
Orden hade fem grader:
- Storkors - ordenstecknet bärs på ordensband över höger skuldra samt kraschan på vänster bröst;
- Storkommendör - ordenstecknet bärs på kedja samt kraschan på vänster bröst;
- Kommendör - ordenstecknet bärs på kedja;
- Officer eller Guldkors - ordenstecknet bärs på vänster bröst;
- Medlem eller Silverkors - ordenstecknet bärs på vänster bröst.

Då orden var begränsad till officerare och högre statliga tjänstemän instiftades en Georg I:s ordens minnesmedalj (Αναμνηστικόν μετάλλιον του Τάγματος Γεωργίου Α') år 1915 för underofficerare och vanliga soldater, lägre tjänstemän och vanliga medborgare. Den hade från början två grader, silver och brons, med en tredje i guld som lades till efter 1935.